# 佐々神社

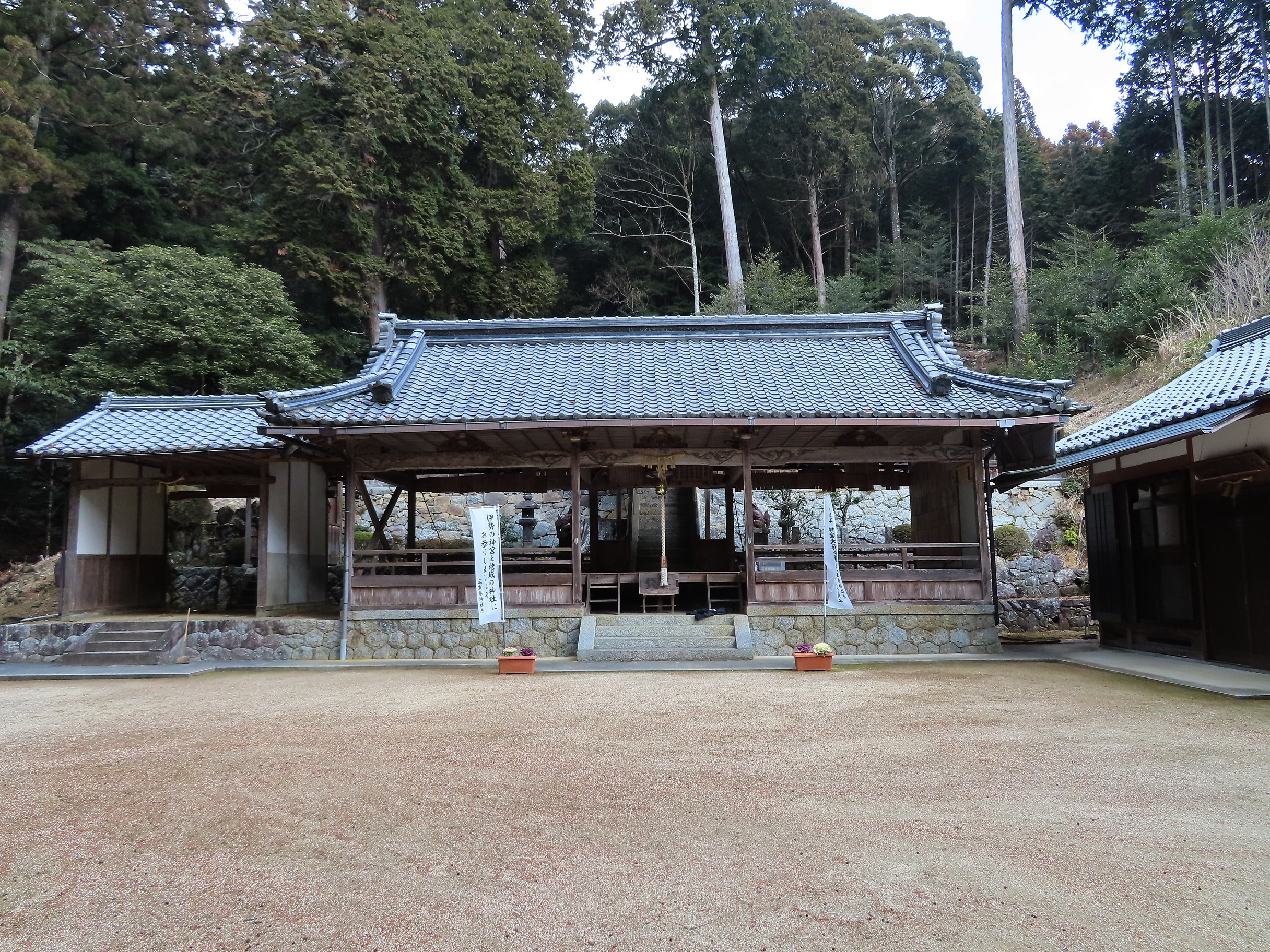
境内

佐々神社（ささじんじゃ）は、三重県伊賀市音羽にある延喜式内社（小社）。

## 解説
佐々神社は嘉祥3年（850年）に伊賀国内の神社では敢国神社と並んで最も早くに従五位下の神階を授位された霊格で、その後の貞観15年（873年）には従五位上となる。この授位の時、今まで同格だった敢国津神が正五位下（名神大社となる）、寛平3年（891年）には正五位上（伊賀国の一宮となる）に昇格されているが、ササノ神は昇格しなかった。
ササノ神の神統は判明していない。一般にササノ神は八重事代主神（ヤエコトシロヌシ）に比定されるが、元の鎮座地が笹ケ嶽（ささがたけ、標高738メートル）の神籬（ひもろぎ）であるためこの山の山霊を招魂したものだとも伝わる。早瀬保太郎の説では滋賀県甲賀郡大原村神山（こやま）の神山神社で祀られている神と同一であるとする。この神（≒ササノ神）は河合郷の神社から勧請されたものと『甲賀郡史』は記しており、須佐之男命（スサノオ）に比定しているが、『伊水温故』では八重事代主神（ヤエコトシロヌシ）に比定しており、混乱は避けられない。
『伊水温故』は本来の神山神社の鎮座地を「元は近江の堺佐々か嶽に宮構有り、しかしながら野火に焼けたり、当村の住士松尾氏文禄中今の地に遷す」と記している。松尾氏は松尾兵庫頭であると考えられ、この人物は河合郷三蓋山に砦を築いたと伝わっている。松尾氏は「松尾殿」と呼ばれた甲賀郡松尾の土豪で、伊賀国阿拝郡荒木郷松尾に分住した氏族である。
このように佐々神社の祭神ササノ神の神統は判明しておらず諸説が入り乱れている。

## 佐々神社に合祀された神社の一覧
- ｛神社名｝ - ｛音羽地区内の鎮座地｝ - ｛付記｝
- 津島神社 - 神田 - 境内社
- 稲荷社 - 神田 - 境内社
- 山宮社 - 神田 - 境内社
- 八雲社 - 神田
- 一宮社 - 城出
- 山神社 - 東出